# 湖月抄
『湖月抄』（こげつしょう）は北村季吟が著した『源氏物語』の注釈書。延宝元年（1673年）成立。『源氏物語湖月抄』（げんじものがたりこげつしょう）と呼ぶこともある。

## 概要
全体で60巻で、『源氏物語』55巻（「若菜」上下と「雲隠」を共に数えるため）に、発端1巻、系図（天文本）1巻、年立2巻、表白1巻からなる首巻で構成される。「湖月抄」の名前は『源氏物語のおこり』にある、紫式部が石山寺に参詣し、琵琶湖に浮かぶ月を見て「須磨」の巻から『源氏物語』を書き始めたという伝承に由来する。
『源氏物語』の本文を全文掲載し、その脇に傍注、その上に頭注を書き込み解説を加えるという形式を採っている。加えて自説を主張するだけでなく、それと対立する先行の説についても収載してあり、基礎的な事柄からほとんどもれなく説明してあるため、『源氏物語』についての知識が無くてもこの本があればそれだけで『源氏物語』が理解できるようになっている。
そのため、江戸時代を通じ最も流布した『源氏物語』の版であり注釈書であるとされ、その後も「（『源氏物語大成』といった学術的な校本ができる）20世紀前半までは『湖月抄』で『源氏物語』を読む時代だった」と言われるほど影響力を持った。
いわば『湖月抄』は、中世までの『源氏物語』注釈書の成果を集成する性格を持ち、近世中期に入ると国学が興り、新たな視点で注釈が行われるようになる。ゆえに『湖月抄』までが「旧注」、契沖による『源註拾遺』以降が「新注」とみなされている。
後年にも、国学者の賀茂真淵による『源氏物語』の注釈書『源氏物語新釈』は『湖月抄』の刊本に書き入れる形で著され、最初の現代語訳者だった歌人の与謝野晶子も、この『湖月抄』を底本にしたとされる。国文学者折口信夫も『湖月抄』を用い、慶應義塾大学文学部での講義録の冒頭に「テキストは湖月抄を使用する」との一文がある（講義録はのちに『折口信夫全集（ノート編第14巻および第15巻）』中央公論社に収録）。
現代でも、NHKラジオ第2放送の「古典購読：名場面でつづる源氏物語」（島内景二解説、2024年4月から放送）は『湖月抄』解釈と本居宣長の『源氏物語玉の小櫛』（1799年刊行）解釈を比較しつつ島内景二が見解を述べている。
『源氏物語』の本文自体は先行する版本である『絵入源氏物語』や『首書源氏物語』の本文を大筋で受け継いでおり、三条西家本の系統の青表紙本であると言われるが、河内本や別本の影響を受けている面も多いとされる。

## 刊本
- 『源氏物語湖月抄』各・全3巻、有川武彦 増注校訂、弘文社、1927年
  - 講談社学術文庫、1982年5月、復刊2002年ほか
- 「上」 - 首巻（年立、系図などを含む）および桐壺から明石まで
- 「中」 - 澪標から柏木まで
- 「下」 - 横笛から夢浮橋まで（雲隠を含む）